# Susanne V. Knudsen
Susanne Vittenkamm Knudsen (født 7. juni 1951 i Vestervig Thy) er forfatter og professor emerita.

## Uddannelse og karriere
Susanne V. Knudsen er cand.phil. i nordisk sprog og litteratur fra Odense Universitetscenter/Syddansk Universitet i 1977 og dr.phil. i 1988 fra Universitetet i Bergen på en disputats om danske kvindeforfattere i 1940’erne og 1950’erne. Hun har været ansat som dansk lektor på Universitetet i Bergen, lektor på Danmarks Lærerhøjskole/Danmarks Pædagogiske Universitetet, seniorforsker på Oslo Universitet og professor ved Høgskolen i Vestfold (no)/Universitetet i Sørøst-Norge (no).
Susanne V. Knudsen har været præsident for The International Association for Research on Textbooks and Educational Media og siddet i bestyrelsen for Kvinde- og kønskoordineringen i Danmark. Hun har udgivet 10 forskningsbøger, mere end 100 forskningsartikler og været redaktør/medredaktør af 28 forskningsbøger. I 1990’erne var hun i knapt tre år leder af AMU-Centret i Frederiksværk.
I 2014 gik Susanne V. Knudsen på pension og har siden været forfatter af fire romaner, en biografi, en turguide og en litteraturhistorie.

## Udvalgte udgivelser
- Limfjordsdigtere. Litteraturhistorie 1820 -1930 (2023, s.m. Else Bisgaard). Limfjordsforlaget
- Født til at flyve (roman, 2022). Forlaget Historia
- Kvinden i vinden (roman, 2002). Forlaget Historia
- Mellem Lodbjerg og Løgstør (turguide til kvindelige kunstnere, 2021, s.m. Karen Klitgaard Povlsen). Forlaget Klitgaard
- Vestervig og verden (roman/dokufiktioner, 2019). Forlaget Historia.
- Villerup og verden (roman/dokufiktioner, 2018 og 2021). Forlaget Historia.
- På knæ for livet. En biografi om Halfdan Rasmussen og Ester Nagel (2018). People's Press
- Køn i politik. Køn, magt og politiseringer (sagprosa, 2012). Frydenlund
- Køn i kulturen. Køn, medier og kultur (sagprosa, 2011). Frydenlund
- Køn i skolen. Køn, pædagogik og pædagogiske tekster (sagprosa, 2010). Frydenlund
- Krystallisationer. J. P. Jacobsen, en moderne mandsforfatter (monografi, 2005). Norden, Nordisk Institut for kvinde- og kønsforskning – NIKK
- IMELLEM – skidt og skrift (forkortet udgivelse af doktorafhandlingen, 1989). Gyldendal